# Julija Levočkinová
Julija Levočkinová (rusky: Юлия Левочкина, * 29. března 1990 Krasnojarsk) je od roku 2008 ruská reprezentantka ve sportovním lezení. Mistryně světa, vítězka světového poháru a juniorská mistryně světa v lezení na rychlost.

## Biografie
V roce 2008 absolvovala v Krasnojarsku průmyslovou školu informatiky s vyznamenáním, v roce 2011 promovala s vyznamenáním na Sibiřské státní technologické univerzitě na katedře ekonomiky. Poté studovala postgraduál na SibGTU.

## Výkony a ocenění
- 12.7.2012: na SP v Chamonix vytvořila nový světový rekord v rychlosti na standardní 15m trati (8,53 s)

### Závodní výsledky
| Světové hry | Světové hry |
| Rok         | 2013        |
| ----------- | ----------- |
| Rychlost    | 7           |

| Arco Rock Master | Arco Rock Master |
| Rok              | 2010             |
| ---------------- | ---------------- |
| Rychlost         | 5                |

| Mistrovství světa | Mistrovství světa         | Mistrovství světa | Mistrovství světa | Mistrovství světa |
| Rok               | 2009                      | 2011              | 2012              | 2014              |
| ----------------- | ------------------------- | ----------------- | ----------------- | ----------------- |
| Rychlost          | 5 (15 m) 6 (nestandardní) | 8                 | 1                 | 12                |

| Světový pohár (nalevo jsou poslední závody v roce) | Světový pohár (nalevo jsou poslední závody v roce) | Světový pohár (nalevo jsou poslední závody v roce) | Světový pohár (nalevo jsou poslední závody v roce) | Světový pohár (nalevo jsou poslední závody v roce) | Světový pohár (nalevo jsou poslední závody v roce) | Světový pohár (nalevo jsou poslední závody v roce) | Světový pohár (nalevo jsou poslední závody v roce) | Světový pohár (nalevo jsou poslední závody v roce) |
| Rok                                                | 2008                                               | 2009                                               | 2010                                               | 2011                                               | 2012                                               | 2013                                               | 2014                                               | 2015                                               |
| -------------------------------------------------- | -------------------------------------------------- | -------------------------------------------------- | -------------------------------------------------- | -------------------------------------------------- | -------------------------------------------------- | -------------------------------------------------- | -------------------------------------------------- | -------------------------------------------------- |
| Rychlost                                           |                                                    |                                                    | 1                                                  |                                                    | 2                                                  |                                                    |                                                    |                                                    |
| jednotlivě                                         |                                                    |                                                    |                                                    |                                                    |                                                    |                                                    |                                                    |                                                    |

| Mistrovství Evropy | Mistrovství Evropy | Mistrovství Evropy | Mistrovství Evropy |
| Rok                | 2010               | 2013               | 2015               |
| ------------------ | ------------------ | ------------------ | ------------------ |
| Rychlost           | 12                 | 3                  | 6                  |
| jednotlivě         |                    |                    |                    |

| Mistrovství světa juniorů | Mistrovství světa juniorů |
| Rok                       | 2008 juniorky             |
| ------------------------- | ------------------------- |
| Rychlost                  | 1                         |

| Evropský pohár juniorů | Evropský pohár juniorů |
| Rok                    | 2009 juniorky          |
| ---------------------- | ---------------------- |
| Obtížnost              |                        |
| jednotlivě             | 11                     |
|                        |                        |
| Rychlost               |                        |
| jednotlivě             | 25-27                  |